# Liechtenstein en los Juegos Olímpicos de Salt Lake City 2002
Liechtenstein estuvo representado en los Juegos Olímpicos de Salt Lake City 2002 por ocho deportistas, siete hombres y una mujer, que compitieron en dos deportes.
El portador de la bandera en la ceremonia de apertura fue el esquiador alpina Marco Büchel. El equipo olímpico liechtensteiniano no obtuvo ninguna medalla en estos Juegos.